# Fondation du judaïsme français
 (septembre 2022).
Pour les articles homonymes, voir FJF.
La Fondation du judaïsme français (FJF), créée en 1974 par des institutions et des personnes privées et morales - dont le Fonds social juif unifié (FSJU), reconnue d’utilité publique depuis le 13 décembre 1978, est une institution juive à vocation philanthropique dont l'objet est d'accompagner le développement d'aides dans les domaines de la Culture et de l'Education, de l'Humanitaire et la mise en valeur de la culture juive et de son patrimoine.

## Origine
En 1945, la communauté juive de France s'est retrouvée confrontée à des défis sans précédent. 75 000 des siens ont disparu dans les camps d'extermination. Ses synagogues, ses écoles, ses foyers d'enfants et de personnes âgées sont sinistrés ou en ruine. Secours et reconstruction sont les maîtres-mots d'une époque où les institutions juives ont dû répondre aux exigences de l'action immédiate.
De nouveaux défis sont apparus :
- préserver la mémoire ;
- assumer le présent ;
- construire l'avenir.

Dans cette perspective, il fallait créer un organisme, capable de recueillir des ressources, qui permettent de conduire des programmes permanents, de répondre à l'urgence et de participer aux actions de solidarités nationales et internationales.
La Fondation du judaïsme français a été fondée en 1974 par le Fonds social juif unifié, l'Œuvre d'Assistance Sociale à l'Enfance Juive, l'Action Sociale par l'Habitat et des personnes privées et morales : Jan Aron Samuel, Diane Benvenuti, Antoine Bernheim, Maurice de Botton, Régine Choucroun, Paul Curtay, Alain de Gunzburg, Joseph Khaida, André Meyer, Joseph Nahmias, David de Rothschild, Edmond de Rothschild, Élie de Rothschild, Guy de Rothschild, Arthur Rubinstein, Gilbert Salomon Lambert, les Fils de Joseph Weil (Sarl Besançon).
La Fondation du judaïsme français occupe une place singulière, dans le paysage des fondations françaises et dans celui des institutions juives. Elle est une des rares fondations investies dans un spectre très large d'activités, au sein duquel la culture joue un rôle éminent.
La Fondation du judaïsme français est une institutions reconnue d'utilité publique depuis 1978. Elle compte parmi son Conseil d'administration deux représentants de l'Etat. La FJF est attentive à l'évolution de la société française et à l'harmonie entre ses composantes.

### Vocation
La Fondation du judaïsme français a vocation à proposer des espaces de rencontres favorisant dialogues et échanges. Elle abrite des fondations individualisées, porteuses de projets et de visions pérennes. Elle entend continuer d'être un acteur, au positionnement unique, du rayonnement du judaïsme en France et du resserrement des liens avec Israël.
La Fondation du judaïsme français se préoccupe de contribuer à une meilleure transmission et connaissance de la pensée juive d'hier et d'aujourd'hui, notamment auprès des jeunes adultes. L'épanouissement au sein de la société française d'une identité culturelle juive plurielle, fidèle aux valeurs du judaïsme, attentive au monde et attachée à Israël constitue un élément central de l'ensemble de ses actions et réalisations :
- la transmission de l'identité juive aux jeunes générations ;
- la solidarité avec les plus défavorisés.

Ces deux axes privilégiés sont au cœur de ses actions.

### Objectifs
La FJF dont les activités investissent tous les domaines de la philanthropie, dote la communauté juive d'un cadre juridique adapté au caractère et à l'étendue de cette entreprise. C'est ainsi qu'elle a fixé ses principaux objectifs :
- contribuer à la connaissance et au développement de la culture juive ;
- sauvegarder le patrimoine historique de vingt siècles de présence juive en France ;
- soutenir des initiatives dans le domaine social répondant aux problèmes de notre temps ;
- promouvoir l'épanouissement de l'identité du judaïsme français et le développement de ses liens avec Israël.

### Fondations abritées
La Fondation du judaïsme français (FJF), reconnue d'utilité publique depuis 1978, est dotée d'un caractère abritant. Elle apporte son soutien à 83 fondations placées sous son égide en 2021.
Sur ce critère, la FJF se place, en 2019, en quatrième position après la Fondation de France, l'Institut de France et la Fondation Caritas. Les fondations, dépourvues d'une personnalité morale, bénéficient des services et des prestations de la Fondation du judaïsme français dans les domaines financier, comptable, juridique et de conseil.

### Actions
La fondation initie des programmes dans les domaines du patrimoine, de l’identité, de la solidarité et du dialogue. Elle apporte son soutien moral et son aide matérielle à des initiatives associatives, individuelles, institutionnelles, d’où qu’elles viennent, sur le seul critère de son objet propre et de la qualité des projets notamment dans les domaines de la Culture, l'Education et l'Humanitaire.
Elle propose des espaces de rencontres favorisant dialogues et échanges. En particulier, la Fondation favorise la réflexion sur l’impact des grandes évolutions culturelles, scientifiques, technologiques sur la société et le développement de la vie juive.
Elle encourage l’innovation sociale et la création contemporaine. Dans sa démarche, transmission, culture et création vont de pair. La Fondation du judaïsme français a vocation à mener ses propres actions; ainsi en 2021, elle a réédité l'ensemble du corpus des textes et débats concernant l'émancipation des juifs de France. Deux tomes La Révolution française et l'émancipation des juifs de France (1787 - 1806), préfacée par Perrine Simon Nahum sont publiés aux éditions Douin. Ariel Goldmann, président de la Fondation du judaïsme français, rappelle l'importance de ces textes fondateurs dans l'histoire nationale " Ces 1726 pages représentent le chemin qui permit, en son temps, aux juifs de France, d'être des juifs français. Elles sont une part de notre mémoire. Pas une mémoire juive, non, une mémoire collective, nationale. Alors que des courants, souvent hostiles à la République, bousculent notre siècle, il me paraissait utile et important d'avoir en tête...et en mains ces fondamentaux, qui constituent un petit bout magnifique de l'Histoire de France." AG.
La Fondation du judaïsme français et ses 83 fondations abritées soutiennent des initiatives et contribuent financièrement à la réalisation de projets, par l'attribution de bourses d'études et de prix prestigieux. Elle participe à des colloques parrainés par les pouvoirs publics. En 2006, la Fondation crée le Centre français des musiques juives (CFMJ) devenu l'Institut européen des musiques juives (IEMJ).
La Fondation du judaïsme siège dans des Conseils d'administration dont celui du musée d'Art et d'Histoire du judaïsme (MAHJ) de Paris et l'Institut Européen des Musiques Juives (IEMJ).

### Subventions
La Fondation du judaïsme français apporte son soutien à des organismes et associations dont le Fonds social juif unifié, l'Institut européen des musiques juives, l'Institut Elie-Wiesel, etc. En 2019, le montant de ces soutiens s'élève à près de vingt millions d'Euros. La Fondation du judaïsme français publie, chaque année, un rapport d'activité qui présente ses chiffres clefs et ses grands évènements. L'ensemble des rapports d'activité est livre d'accès sur le site de la Fondation du judaïsme français.
L'aide que la Fondation apporte au FSJU soutient notamment les programmes Latalmid (bourses cantine), des projets pour la jeunesse dont Noé et d'autres actions relevant de l'urgence sociale (réseau Ezra etc.).
Son mécénat culturel aide à la création artistique : expositions, pièces de théâtre, festivals, Nuits du Savoir en partenariat avec des grandes écoles et/ ou institutions (philosophie à Strasbourg, justice à Bordeaux), colloques, festival des cultures juives, etc.

### Les prix
- Le prix Bernheim : des Arts, des Lettres et des Sciences[13].

Chaque année, la Fondation Renée et Léonce Bernheim sous égide de la FJF décerne le Prix Francine et Antoine Bernheim créé en 1981 pour honorer des personnalités (juives ou non) pour leur contribution dans le domaine des Arts, des Lettres et des Sciences - ce domaine incluant les sciences du judaïsme.
En 2020, le prix Bernheim a été décerné à Ruth Zilberman, pour les Arts, professeur des universités, spécialiste des neurosciences cognitives, Lionel Naccache, pour les Sciences et à la romancière, traductrice, essayiste, Cécile Wajsbrot pour les Lettres.
En 2019, le prix Bernheim, pour les Arts a été décerné au dessinateur belgo-israélien, Michel Kichka, le prix des Lettres, au journaliste écrivain, Marc Weitzmann, et celui des Sciences, au savant, Pierre Taguieff.
En 2018, le prix Bernheim a été remis à Claude Klein, professeur de droit, doyen honoraire de l'université hébraïque de Jérusalem, pour les sciences, à Laurence Sendrowicz, traductrice, pour les lettres et à Yossef Dadoune, artiste plasticien, pour les Arts.
En 2017, les prix ont été attribués pour les Arts, les Lettres et les Sciences respectivement à Jacques Schwartz-Bart (saxophoniste, compositeur), à Hélène Cixous, écrivain, professeur émérite de l'Université Paris 8, et à Henri Atlan, biologiste, à l'hôpital Hadassah de Jérusalem et à l'EHESS Paris.
Par ailleurs, la Fondation du judaïsme français attribue de nombreux autres prix tels que le prix Auerbach*, le prix Norbert-Dana*, le prix Julien-et-Stella-Rozan de la Coopération féminine*, et le Prix Janusz Korczak*.

### Les Bourses[20]
Nombreuses sont les fondations individualisées de la FJF qui se soucient de l'avenir des jeunes, ainsi leurs soutiens se manifestent le plus souvent par l'octroi de bourses sociales ou de recherche.
Quelques exemples de fondations abritées dont les bourses sont à vocation sociale :
- la Fondation Anne-Marie et Philippe Benech se préoccupe de soutenir des centres d'études juives reconnus afin d'aider des jeunes en difficulté ;
- la Fondation Janine et Jacques Stern aide à l'éducation et à la formation de jeunes en milieux défavorisés en France et en Israël. En 2019, la Fondation a choisi d'octroyer quatre bourses : deux pour des étudiants de Strasbourg, deux étudiants en classe préparatoire aux grandes écoles - Physiques et Sciences de l'Ingénieur ;
- la Fondation Aide à l'Enfance soutient l'association Chivté Israël qui perpétue la diffusion de la culture juive auprès des enfants.

Quelques exemples de fondations abritées dont les bourses sont destinées à la Recherche :
- la Fondation Renée-et-Léon-Baumann soutient des recherches sur la Shoah et aides à la création culturelle ;
- la Fondation Cil-Lebel octroie des bourses à des étudiants avancés, aide à la recherche scientifique ;
- la Fondation Connaissance des Religions du Livre apporte son soutien aux centres universitaires hébraïques ainsi qu'aux doctorants ;
- la Fondation Carole-Deguen cherche à promouvoir le dialogue sans discrimination entre jeunes et soutient également des colloques ;
- la Fondation Excelvy soutient la formation de jeunes défavorisés, par le biais de bourses d'excellence ;
- la Fondation Armand-et-Janet-Sibony apporte un soutien financier à des étudiants méritants désireux de faire des études scientifiques ou techniques.

## Organisation

### Le conseil d'administration
Il est composé des membres suivants: Jacques Attali, Laurence Borot* (Vice-Présidente), Claude Cohen* (vice-présidente), Thomas Campeaux (représentant le ministère de l'Intérieur), Daniel Elalouf, Arié Flack* (Secrétaire général), Ariel Goldmann* (président), Eric Hazan, Jean-Daniel Lévy* (Trésorier), Gina Maruani, Sylviane Miroux (représentant le ministère de l'Économie et des Finances), François Zimeray.

### Les présidents
Le président Ariel Goldmann depuis le 29 avril 2014.
- Pierre Besnainou[21]  (2009 à 2014)
- David de Rothschild (1974 à 2009)

### Le bureau exécutif
- Ariel Goldmann, président
- Laurence Borot, vice-présidente
- Claude Cohen, vice-présidente
- Jean-Daniel Lévy, trésorier
- Arié Flack, secrétaire général

### La Direction Générale
La directrice générale est Paule-Henriette Lévy depuis le 1er juillet 2020.

## Prix décernés
- En 2008 fut décerné pour la première fois, le prix Suzanne-Auerbach. Il est destiné à des chercheurs biologistes ou praticiens médecins âgés de moins de 40 ans et dont les travaux contribuent à l'amélioration des connaissances sur la physio-pathologie ou la thérapeutique de la polyarthrite rhumatoïde. Le prix est remis alternativement tous les deux ans, soit à des travaux sur l'asthme soit à des travaux sur la polyarthrite rhumatoïde.
- Le Prix Norbert Dana récompense, chaque année, un projet innovant dans le secteur social, éducatif et sanitaire. Plus particulièrement, l'association aide et soutient les enfants, adolescents, les jeunes en difficulté.
- Le prix littéraire Janusz-Korczak a été créé par l'auteure Eglal Errera, en 2008, en hommage à l'écrivain, pédiatre, éducateur et pédagogue juif polonais Janusz Korczak. Sa particularité est qu'il est décerné par un jury d'élèves allant des classes de maternelle aux classes de CM2. Le thème du prix Janusz-Korczak varie chaque année - la littérature, le monde des arts, les devoirs du citoyen, la connaissance du passé sans jamais oublier leur thème fondateur, "les enfants dans la guerre".
- Le prix Julien-et-Stella-Rozan en 2018, a été décerné à Avigal Amar-Tuillier, enseignante et directrice de l'association CogniTICE pour son projet DEDYS destiné aux élèves dyscalculiques.